# Indiana Jones and the Emperor’s Tomb
Indiana Jones and the Emperor’s Tomb (с англ. — «Индиана Джонс и гробница императора») — приключенческая компьютерная игра, разработанная компанией «The Collective, Inc.» и изданная «LucasArts» в 2003 году для игровых приставок PlayStation 2 и Xbox, а также персональных компьютеров на платформах Macintosh и Windows. Обложку создал Дрю Струзан, работавший над постерами классической трилогии. Действие игры происходит в 1935 году, незадолго до событий фильма «Индиана Джонс и храм судьбы». Гробница, упомянутая в названии — могила первого императора Китая, Цинь Шихуанди.

## Сюжет
1935 год. Действие игры начинается в джунглях Цейлона, где Инди ищет идола Куру Вату. Когда археолог наконец находит идола, Инди сталкивается с огромным крокодилом-альбиносом и нацистом по имени Альбрехт фон Бек — воспользовавшись ситуацией, Инди скрывается с идолом. В Нью-Йорке маршал Китайской республики Кай Ти Чан и его ассистентка Мей Инь рассказывают Джонсу о Сердце дракона — чёрной жемчужине, погребённой вместе с первым императором Китая, Цинь Шихуанди. Мей Инь удаётся открыть цейлонское божество, в котором спрятан первый фрагмент Зеркала Снов — артефакта, с помощью которого можно найти вход в усыпальницу Хуан-ди.
Джонс летит в Прагу, где в замке XV века находится второй фрагмент Зеркала. Там он, найдя вторую часть, сталкивается с фон Беком, выжившим в стычке с крокодилом — теперь тот изуродован и слеп на правый глаз. Приспешники нациста забирают у Джонса первый фрагмент. Через некоторое время профессор приходит в себя в Стамбуле, где неожиданно появляется Мей Инь и освобождает его. Они направляются во дворец Велисария, чтобы забрать последний фрагмент артефакта — Индиана попадает в постепенно затопляемый амфитеатр и вступает в борьбу с Кракеном — стражем. Джонс выходит победителем в битве и забирает последний фрагмент. Затем от Мей Инь он узнаёт, что Кай — лидер «Триады Чёрного Дракона», могущественной криминальной организации Китая. Он объединился с нацистами в погоне за фрагментами, чтобы завладеть «Сердцем Дракона».
Оказавшись в Гонконге, Индиана и Мей Инь должны встретиться с Ву Ханом (персонажем фильма «Индиана Джонс и храм судьбы») в опере «Золотой Лотос». Неожиданно люди Кая похищают Мей Инь, и Инди с Ву Ханом пускаются в погоню — похитители следуют к секретному острову Кая, и герои следуют за ними на джонке.
Проникнув на подводную базу нацистов, Джонс видит, как фон Бек и Кай заключают сделку, по которой Фон Бек получит «Сердце Дракона» и передаст её Гитлеру, а Кай станет правителем Китая. Но фон Бек решает убить Кая и оставить Сердце себе. Под прикрытием Джонс забирается на вершину горы Пэнлай, место, где находится крепость Чёрного Дракона — там происходит стычка археолога с Каем и его телохранительницами — сёстрами-близнецами Фенг. Убив наёмниц, Инди падает в шахту храма Конг Тьена, где он находит магический китайский бумеранг — смертельное оружие, известное как Па-Ченг — «Коготь Дракона». Джонс следует за Каем, который собрал фрагменты и нашёл Зеркало Снов — преступник приносит Мей Инь в жертву демону Конг Тьену, который вселяется в тело девушки. Инди спасает её и вместе с зеркалом спешит в Гробницу Императора. В храме Инди лицом к лицу сталкивается с фон Беком, жаждущим мести, но нацист падает в пропасть вместе с буровой машиной, в которой находился и пытался убить Джонса. После этого Инди открывает врата в Другой мир.
Перебравшись через Великую Китайскую стену, Инди наконец находит гробницу Хуан-ди и останки императора Цинь Шихуанди. Когда Инди берёт Сердце Дракона, император пробуждается, но его вскоре убивают души его жертв. Не в силах справиться с могуществом жемчужины, Инди теряет её, и Кай использует артефакт, чтобы пробудить дракона и натравить его на профессора Джонса, при этом создав щит для своей защиты. Джонс использует Па-Ченг, чтобы пробить щит и разрушить «Сердце Дракона». В этот момент Кай теряет контроль над драконом, и монстр проглатывает преступника, а Инди и Мей Инь сбегают из гробницы.
Вернувшись в Гонконг, Инди планирует провести приятный вечер с Мей Инь, но тут появляется Ву Хан и напоминает, что Лао Че нанял их для того, чтобы найти останки императора Нурхаци. Затем следуют события фильма «Индиана Джонс и храм судьбы».

## Персонажи
- Индиана Джонс (англ. Indiana Jones) — протагонист игры. Американец, археолог, искатель приключений. Был нанят Каем для поисков Сердца Дракона. Соперник Альбрехта фон Бека в поисках этого артефакта.
- Мей Инь (англ. Mei Ying) — китаянка, под видом ассистентки Кая работает спецагентом под прикрытием. Владеет боевыми искусствами. Помогает Джонсу в его поисках, позже в него влюбляется.
- Ву Хан (англ. Wu Han) — китаец, помощник Мэй Инг, друг Инди.
- Альбрехт фон Бек (англ. Albrecht Von Beck) — антагонист. Нацист, соперник Джонса и союзник Кая. Слепой на правый глаз из-за нападения крокодила. Босс на финальном уровне склепа Императора. Погибает, преследуя Джонса на буровой машине.
- Кай Ти Чан (англ. Kai Ti Chan) — главный антагонист игры. Китаец, сотрудничает с нацистами, искал Сердце дракона и для этого нанял Джонса. Босс на финальном уровне Преисподней и всей игры. Погибает в гробнице Хуан-ди.

## Игровой процесс
На протяжении всего действия, игрок управляет Индианой Джонсом. Герой может взбираться на стены, просто забегая на них, и взбираться по вьющимся растениям. Игрок обладает тем же набором ударов, что и в игре «Buffy — The Vampire Slayer». Некоторые атаки врагов можно блокировать, а иногда хватать и избивать врагов. С помощью хлыста Джонс может передвигаться по канатам или притягивать к себе объекты. Он может прыгать и раскачиваться в висячем положении.
На уровнях разбросаны артефакты (таблички, статуэтки и рукописи), собрав которые игрок получает доступ к галерее с интересными изображениями.

## Саундтрек
Музыку к игре написал композитор Клинт Баджакян (англ. Clint Bajakian) на основе главной темы фильма, созданной Джоном Уильямсом. Музыка продолжительностью 33 минуты была записана оркестром из 65 музыкальных инструментов в часовне «Bastyr University Chapel». Основную музыку, звучащую вне экшн-сцен, Баджакян записал в студии при помощи синтезатора. Фрагменты музыки были временно доступны для скачивания на официальном сайте игры. Также она доступна в корневой папке игры.

## Отзывы
| Сводный рейтинг | Сводный рейтинг | Сводный рейтинг | Сводный рейтинг |
| Издание         | Оценка          | Оценка          | Оценка          |
| Издание         | PC              | PS2             | Xbox            |
| --------------- | --------------- | --------------- | --------------- |
| GameRankings    | 77,75 %         | 68,12 %         | 77,44 %         |

Версия игры для Xbox и PC, как и «Indiana Jones & The Infernal Machine», получила положительные отзывы за воссоздание атмосферы фильмов и отличный геймплей, хотя критике подверглось управление камерой и некоторые графические недоработки.
С другой стороны, версия PlayStation 2, которая была портирована из версии для Xbox, получила низкие оценки за наличие технических ошибок и явную недоработку.
Средний показатель версии PC — 71.23, Xbox — 70.32, Playstation 2 — 68.92.